# Парламентские выборы в Лихтенштейне (2009)
Парламентские выборы проходили в Лихтенштейне 8 февраля 2009 года. В результате консервативная Прогрессивная гражданская партия Лихтенштейна потеряла много голосов, также как и зелёный социал-либеральный Свободный список; национал-либеральный Патриотический союз получил много голосов и прямую власть в Ландтаге.
| Патриотический союз                                                           | 95,188  | 47,61 | 13 |
| Прогрессивная гражданская партия                                              | 86,922  | 43,48 | 11 |
| Свободный список                                                              | 17,825  | 8,92  | 1  |
| Всего (явка 84,63 %)                                                          | 199 935 | 100 % | 25 |
| Источник: landtagswahlen.li Архивная копия от 23 июля 2012 на Wayback Machine |         |       |    |